# Platylister patruus
Platylister patruus är en skalbaggsart som beskrevs av Lewis 1910. Platylister patruus ingår i släktet Platylister och familjen stumpbaggar. Inga underarter finns listade i Catalogue of Life.